# Two Sides of Yes
Two Sides of Yes is een studioalbum van Rick Wakeman. Wakeman sprak zijn hoogtijdagen binnen Yes weer eens aan om een album uit te geven. Two Sides of Yes laat Yesmuziek horen, waarbij de meeste muziekpartijen zijn teruggebracht naar zijn arsenaal aan toetsinstrumenten. Daarbij zijn arrangementen gemaakt van de bekendste nummers van Yes en zijn versieringen in de muziek toegevoegd. Opnamen vonden plaats in de CTS Studio in Wembley en in de Bajanor Studio van Wakeman zelf op Man. Het hoesontwerp is van Roger Dean.

## Musici
- Rick Wakeman – toetsinstrumenten
- Alan Thompson – basgitaar
- Tony Fernandez – slagwerk

## Muziek
| Nr. | Titel                | Duur |
| --- | -------------------- | ---- |
| 1.  | Your move            |      |
| 2.  | Wondrous stories     |      |
| 3.  | Long distance        |      |
| 4.  | Don’t kill the whale |      |
| 5.  | Close to the edge    |      |
| 6.  | Roundabout           |      |
| 7.  | The meeting          |      |

Van The meeting is ook een videoversie meegeperst.